# Rejestr (językoznawstwo)
Rejestr (ang. register) – odmiana języka uzależniona od sytuacji komunikatywnej oraz funkcji pełnionej przez język w komunikacji. Wybór rejestru uzależniony jest od takich czynników, jak rodzaj relacji między rozmówcami, ich poziom społeczno-kulturowy i omawiana tematyka. W kontekstach edukacyjnych rejestr rozumie się często jako stopień formalności języka; w tym znaczeniu znany jest też termin „styl” (styl formalny/nieformalny). W innym ujęciu chodzi o odmianę języka związaną z danym typem działalności lub obszarem wiedzy; z kolei styl jest utożsamiany z pojęciem formalności.
Termin „rejestr” jest stosowany przede wszystkim w anglojęzycznej tradycji socjolingwistycznej i stylistycznej; pod względem znaczenia może się pokrywać z alternatywnym terminem „styl funkcjonalny”. W literaturze socjolingwistycznej można znaleźć mnogość ujęć tego terminu. Według szerszej definicji rejestr stanowi repertuar środków ze wszystkich poziomów języka, obejmując wówczas również takie elementy jak prozodia czy środki parajęzykowe, według węższej – zestaw specyficznych elementów językowych, z reguły ujawniających się w obrębie warstwy leksykalnej (terminów, wyrazów slangowych). W innym rozumieniu za swoiste rejestry uznaje się także marginalne czy wyraźnie uproszczone odmiany językowe, takie jak mowa matczyna (baby talk) i foreigner talk. W socjolingwistyce kwantytatywnej i wariacyjnej pojęcie rejestru bywa utożsamiane z pojęciem socjolektu, rozumianym jako zbiór słownictwa związanego ze środowiskiem zawodowym lub sferą zainteresowań.
Rejestry cechuje uwarunkowanie sytuacyjne, dialekty zaś odzwierciedlają odmienności pomiędzy różnymi użytkownikami języka. Rejestry nie są ściśle powiązane ze zróżnicowaniem dialektalnym; każdy dialekt może bowiem służyć wypowiadaniu się na różne tematy, przy czym dla użytkownika dialektu nieliterackiego rolę specjalnego rejestru (sytuacyjnej formy języka) może odgrywać dialekt standardowy. W niektórych krajach (np. w Luksemburgu, Szwajcarii i Norwegii) posługiwanie się dialektami lokalnymi jest powszechne i akceptowane w szerokim spektrum sytuacji społecznych, w tym zarówno w kontaktach swobodnych lub niewyspecjalizowanych, jak i w kontaktach oficjalnych czy technicznych.